# Euphorbia hopetownensis
Euphorbia hopetownensis är en törelväxtart som beskrevs av Gert Cornelius Nel. Euphorbia hopetownensis ingår i släktet törlar, och familjen törelväxter. Inga underarter finns listade i Catalogue of Life.